# Schlagbaum (Solingen-Mitte)
Schlagbaum ist ein aus einer Hofschaft hervorgegangener Wohnplatz der bergischen Großstadt Solingen. Die Straßenkreuzung am Schlagbaum ist heute eine der meistbefahrenen Verkehrsknoten der Stadt.

## Lage und Beschreibung
Schlagbaum liegt im nördlichen Bereich des Stadtbezirks Solingen-Mitte an der Grenze zu Gräfrath. Der Name des Ortes bezeichnet heute in der Solinger Nordstadt das Gebiet um die viel befahrene Straßenkreuzung der Bundesstraße 224 (Schlagbaumer Straße / Konrad-Adenauer-Straße) und der Landesstraße 141 (Kronprinzenstraße / Kuller Straße). Letztere Straße führt später als Landesstraße 427 klassifiziert über Kohlfurth nach Wuppertal-Cronenberg. Unter der Straßenkreuzung Schlagbaum hindurch führt der 109 Meter lange Schlagbaum-Tunnel, ein ehemaliger Eisenbahntunnel der Korkenzieherbahn, der heute das größte Tunnelbauwerk des Bahntrassenradwegs Korkenziehertrasse bildet.
Rund um den Schlagbaum befinden sich für die Großstadt Solingen wichtige kulturelle und soziale Einrichtungen sowie bedeutende Wirtschaftsunternehmen. An der Konrad-Adenauer-Straße im Süden liegt das Theater und Konzerthaus, weiter im Süden überdies die Christians-Villen, eines der größten Solinger Altenzentren sowie das Rathaus Solingen und die Bushaltestelle Rathaus (ehemals Schlagbaum genannt). An der Kronprinzenstraße befindet sich der Hauptsitz des Schneidwarenunternehmens Wüsthof, außerdem ein großes Hotel, eine IKK-Krankenkasse sowie ein Fast-Food-Restaurant. Nordwestlich von Schlagbaum befinden sich im sogenannten Gewerbegebiet Schlagbaum-West mehrere Gewerbebetriebe, darunter das Schneidwarenunternehmen Friedrich Herder Abraham Sohn. Nordöstlich liegen die Unternehmen Pfeilring und Hauptner + Herberholz sowie mehrere Autohäuser. Nach Nordosten begrenzt zudem die Grünanlage Bärenloch den Wohnplatz.
Benachbarte Orte sind bzw. waren (von Nord nach West): I. und II. Stockdum, Neuenkulle, Kullen, Potshaus, Klauberg, Höfchen, Vorspel, Mangenberg, Kreuzweg, Untenscheidt, Herberg und Obenscheidt.

## Etymologie
Der Ortsname ist von einem ehemals dort befindlichen Schlagbaum abgeleitet.

## Geschichte

### Anfänge des Wohnplatzes
In dem Kartenwerk Topographia Ducatus Montani des Erich Philipp Ploennies, Blatt Amt Solingen, aus dem Jahre 1715 ist der Ort noch nicht verzeichnet, wohl aber schon die beiden Wegeverbindungen Solingen – Gräfrath und Mangenberg – Kohlfurth, die sich an der Stelle des späteren Wohnplatzes Schlagbaum kreuzten. Der Wohnplatz entstand im Laufe des 18. Jahrhunderts und gehörte in der Anfangszeit als dreifacher Grenzort zum Teil zur Honschaft Ketzberg, zum Teil zur Honschaft Scheid und zum Teil zur Außenbürgerschaft der Stadt Solingen. Die Topographische Aufnahme der Rheinlande von 1824 verzeichnet den Ort als am Schlagbaum, die Preußische Uraufnahme von 1844 als Gr. Schlagbaum. Nordwestlich ist der Wohnplatz Kullen dort mit Kl. Schlagbaum beschriftet. In der Topographischen Karte des Regierungsbezirks Düsseldorf von 1871 ist der Ort als Schlagbaum verzeichnet.
Von Nord nach Süd führte die Altstraße von Vohwinkel über Gräfrath nach Solingen durch den Ort, die um 1815 zur Provinzialstraße Essen–Solingen ausgebaut wurde, die heutige Bundesstraße 224. Kurz vor Schlagbaum mündete eine ältere Kohlenstraße in den Weg ein, eine Transportstrecke unter anderem für Steinkohlen aus den Abbaugebieten des südlichen Ruhrgebiets, die als Höhenweg (heute Lützowstraße) östlich von Gräfrath aus dem Wuppertal nach Solingen verlief. Auf gemeinsamer Trasse lag bei Schlagbaum die Solinger Kontrollstelle dieser beiden Verkehrswege vor Erreichen der Stadt.
Schlagbaum war im 19. Jahrhundert Grenzort zwischen der Bürgermeisterei Gräfrath, der Bürgermeisterei Wald und der Bürgermeisterei Solingen. Die Besiedelung des Wohnplatzes erfolgte zu allen Seiten der Gemeindegrenzen, so dass es einen Gräfrather, einen Walder und einen Solinger Teilort namens Schlagbaum gab.
1815/16 lebten 6 Einwohner im Gräfrather, 14 im Walder und 38 im Solinger Teilort. 1830 lebten 54 Menschen (6 zu Gräfrath, 17 zu Wald und 41 zu Solingen) in Schlagbaum. 1832 war der Ort weiterhin Teil der Honschaft (Ketz-)Berg innerhalb der Bürgermeisterei Gräfrath, der Zweiten Dorfhonschaft innerhalb der Bürgermeisterei Wald und der auswärtigen Bürgerschaft der Stadt Solingen. Der nach der Statistik und Topographie des Regierungsbezirks Düsseldorf als Ackergut und Fabrikwohnungen bzw. als Hofstadt kategorisierte Ort besaß zu dieser Zeit 21 Wohnhäuser (eines zu Gräfrath, 16 zu Wald und vier zu Solingen) und elf landwirtschaftliche Gebäude (zwei zu Gräfrath, sechs zu Wald und drei zu Solingen). Zu dieser Zeit lebten 96 Einwohner im Ort (elf zu Gräfrath, 65 zu Wald und 20 zu Solingen), davon 31 katholischen und 65 evangelischen Bekenntnisses. Die Gemeinde- und Gutbezirksstatistik der Rheinprovinz führt den Ort 1871 mit 79 Wohnhäusern (acht zu Gräfrath, 67 zu Wald und vier zu Solingen) und 680 Einwohnern auf (92 zu Gräfrath, 543 zu Wald und 45 zu Solingen). Im Gemeindelexikon für die Provinz Rheinland von 1888 werden 105 Wohnhäuser mit 792 Einwohnern (87 zu Gräfrath und 705 zu Wald) angegeben. 1895 besitzt der Ortsteil 14 Wohnhäuser mit 144 Einwohnern (nur Gräfrath und Solingen, keine Angabe für Wald), 1905 werden 20 Wohnhäuser und 162 Einwohner angegeben (nur Gräfrath und Solingen).

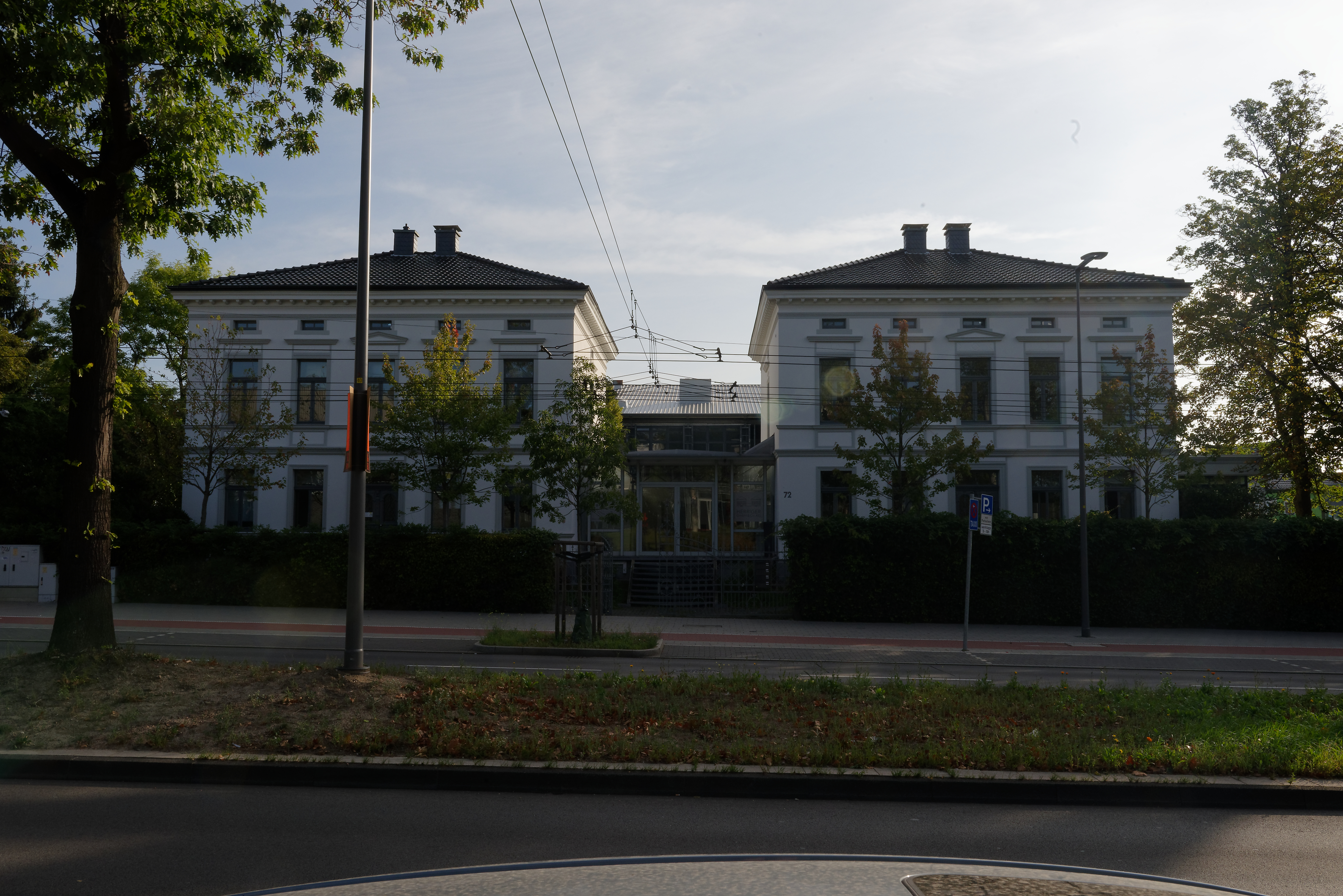
Christians-Villen

Aufgrund seiner verkehrsgünstigen Lage wurde Schlagbaum ab der zweiten Hälfte des 19. Jahrhunderts ein bevorzugter Ort für Industrieansiedlungen aller drei Gemeinden. Auf der Solinger Seite des Ortes siedelte sich im Jahre 1860 etwa die Stahlwarenfabrik Christians an. Die beiden Firmeninhaber Carl und Reinhard Christians errichteten im Jahre 1862 auf dem Grundstück vor ihrem Fabrikgelände die Christians-Villen, die heute als erste Bauwerke des Historismus in Solingen gelten.:147f.Gegenüber den Christians-Villen wurde im Jahre 1878 eine Schützenburg errichtet, die später als Solinger Stadttheater diente und 1957 schließlich abbrannte.

### Ausbau als Verkehrsknotenpunkt

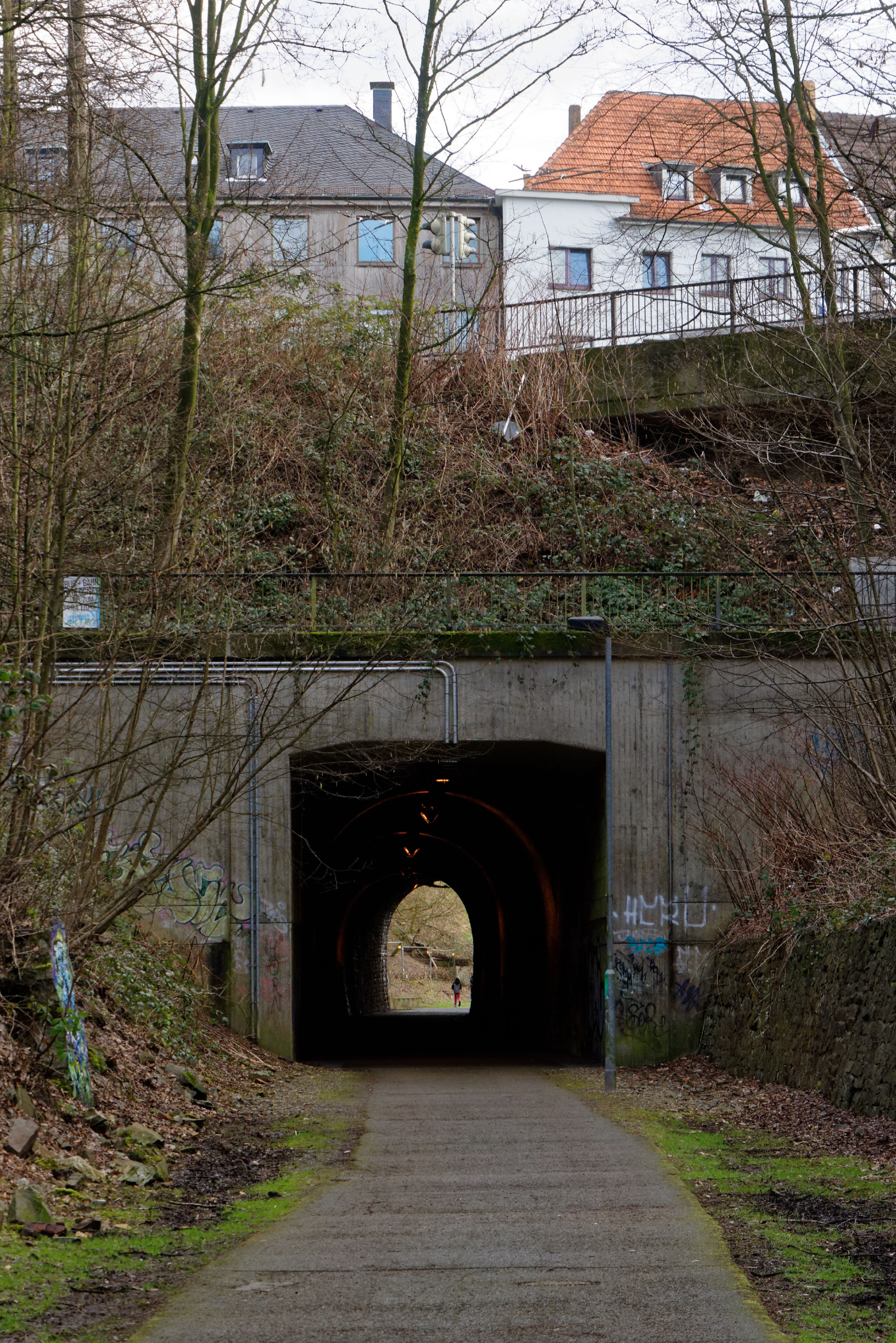
Tunnel Schlagbaum

Im Jahre 1887 wurde die Kreuzung Schlagbaum für die Bahnstrecke Solingen–Wuppertal-Vohwinkel auf insgesamt 92 Metern untertunnelt. Der Tunnel Schlagbaum konnte als eines der aufwendigsten Infrastrukturprojekte der Strecke erst am 15. November 1887 fertiggestellt werden. Unmittelbar südöstlich von Schlagbaum wurde im Jahre 1890 der Bahnhof Solingen Nord in Betrieb genommen, der die dort befindlichen Industriebetriebe an das Eisenbahnnetz anbinden sollte. Im Zuge des Ausbaus der darüber verlaufenden Straßenkreuzung wurde der Tunnel im Jahre 1978 um 17 Meter verlängert, so dass er seine heutige Länge von 109 Metern erreichte. Heute ist er das mit Abstand längste Tunnelbauwerk der Korkenziehertrasse.
Auch an das Ende der 1890er Jahre errichtete Straßenbahnnetz der Solinger Stadtbahn wurde der Schlagbaum angebunden. Die erste Solinger Straßenbahnstrecke vom Stöckerberg aus führte über den Schlagbaum und die Innenstadt zum Südbahnhof und wurde am 2. Juni 1897 eröffnet. Das Straßenbahndepot befand sich östlich von Schlagbaum an der Kuller Straße (heute befindet sich dort das Autohaus Nouvertné, Lage). Die 1898 in den umliegenden Städten des oberen Kreises Solingen gestartete Solinger Kreisbahn nahm im November 1898 ihren Betrieb auf. Sie betrieb zunächst zwei Strecken vom Schlagbaum aus, eine über Merscheid nach Ohligs (Linie 1, heute O-Bus-Linie 681) und eine über Zentral nach Wald (Linie 2, heute O-Bus-Linie 682). Im Jahr 1899 folgte eine weitere Verbindung von Schlagbaum über Zentral und Gräfrath nach Vohwinkel (Linie 3, heute O-Bus-Linie 683). Am Schlagbaum mussten die Passagiere zur Weiterfahrt von / nach Solingen in die Fahrzeuge von Stadt- bzw. Kreisbahn umsteigen.
Mit dem aufkommenden motorisierten Individualverkehr verschärfte sich jedoch die Verkehrssituation an dem schmalen Verkehrsknoten, denn der Verkehr aus allen vier Richtungen nahm stetig zu. Da die Kreuzung jedoch an der Stadtgrenze der drei Städte Gräfrath, Wald und Solingen lag, konnte der Situation zunächst nicht abgeholfen werden. Zum 1. August 1929 wurden die Städte schließlich mit Ohligs und Höhscheid zur neuen Großstadt Solingen vereinigt. Als eines der ersten Bauprojekte der neuen Großstadt wurde im Mai und Juni 1930 der Ausbau der Kreuzung Schlagbaum in Angriff genommen. So wurden die Straßenbahnschienen in Richtung Vohwinkel und Ohligs doppelgleisig verlegt.:6, 10, 12
Nach der Städtevereinigung wurden die beiden Straßenbahnnetze von Stadt- und Kreisbahn Solingen im Jahre 1929/1930 miteinander verbunden, wodurch das Umsteigen am Schlagbaum fortan entfiel.

### Bauvorhaben„Adolf-Hitler-Platz“

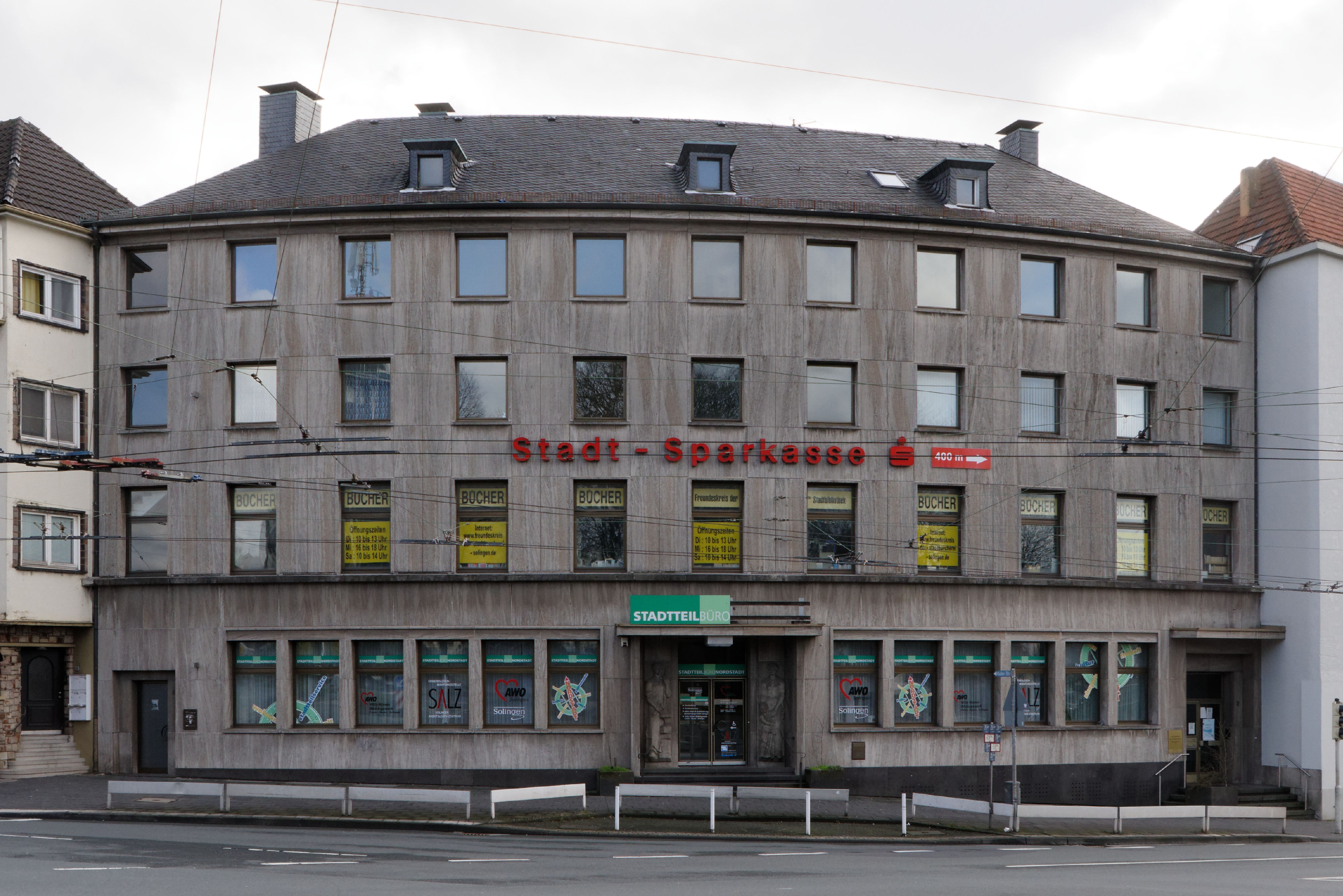
Sparkasse, 1936 eröffnet

In der Zeit des Nationalsozialismus wurde dem Schlagbaum ein besonderes Augenmerk gewidmet, denn dort sollte nach Wünschen der Solinger Lokalpolitik ein Kultur- und Verwaltungszentrum für die neue Großstadt Solingen entstehen. Der Straßenzug zwischen Stadttheater und Kreuzung Schlagbaum erhielt Mitte der 1930er Jahre den Namen Adolf-Hitler-Platz, um ihm entsprechende Bedeutung beizumessen.
Im Gegensatz zur dicht bebauten Solinger Altstadt bot der Schlagbaum ausreichend Freiraum zur Verwirklichung städtebaulicher Ideen. Am 1. Oktober 1934 eröffnete ein Postamt am Schlagbaum, am 14. Juli 1936 wurde der Neubau der Stadt-Sparkasse Solingen am Schlagbaum fertiggestellt.:6, 10, 12
Erst Ende der 1930er Jahre konkretisierten sich die Planungen des Solinger Stadtbauamtes zur Neugestaltung des Schlagbaums zum repräsentativen Adolf-Hitler-Platz. Pläne des Jahres 1939 sahen vor, dass das Stadttheater zur Adolf-Hitler-Halle ausgebaut, ein Neubau eines Stadttheaters daneben entstehen sowie ein neues, repräsentatives Rathaus errichtet werden sollte. Die vorgelegten Pläne sahen Bauwerke im nationalsozialistischen Monumentalstil vor, für die zahlreiche umgebende Bauwerke und Straßenzüge hätten abgerissen werden müssen. Zur Verwirklichung dieser Pläne kam es jedoch nicht mehr, da angesichts des beginnenden Zweiten Weltkriegs im Jahre 1939 eine Bausperre in Kraft trat. Als einziges tatsächlich fertiggestelltes Bauwerk verblieb das Gebäude der Sparkasse am Schlagbaum, das als Bauvorleistung für den geplanten Adolf-Hitler-Platz galt.
Der Adolf-Hitler-Platz wurde bereits im Juni 1945 im Zuge der Entnazifizierung der Solinger Straßennamen umbenannt.

### Nachkriegszeit bis heute

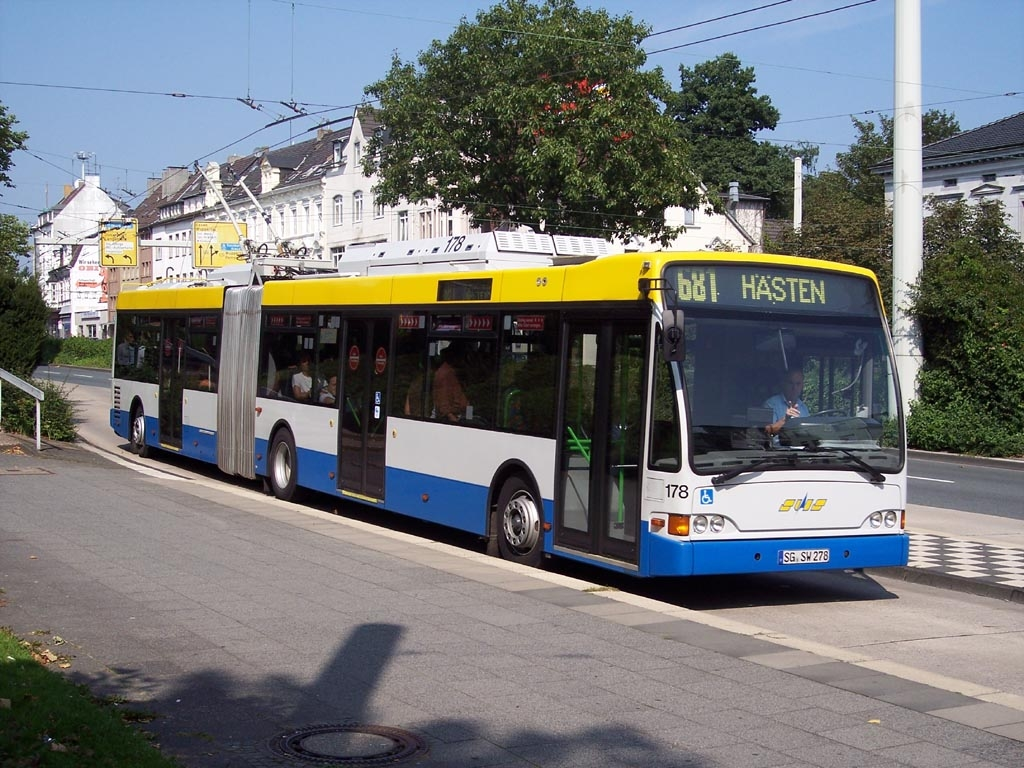
O-Bus an der Haltestelle Schlagbaum (2005)

Mit dem weiter steigenden Individualverkehr nach dem Zweiten Weltkrieg verschärfte die Verkehrssituation am Schlagbaum zunehmend. Bereits im Jahre 1952 wurde eine erste Ampel am Schlagbaum eingeweiht. Das nach den Zerstörungen bei den Luftangriffen auf Solingen wiederhergestellte, jedoch überalterte und vielerorts nur eingleisig ausgebaute Straßenbahnnetz wurde in den 1950er Jahren sukzessive abgebaut und die Straßenbahnverbindungen durch Oberleitungsbusse ersetzt. Als letzte Linie wurde im Jahre 1959 die Linie 3 (heute 683) auf den O-Bus-Betrieb umgestellt.
Für einen groß angelegten Ausbau mit dem Abriss der Gebäude an der Ecke Kuller Straße und Kronprinzenstraße fehlte Ende der 1950er Jahre das Geld. Im Jahre 1960 wurde darum eine kleine Lösung des Umbaus gewählt. Dazu wurden Mittelinseln angelegt und die Bushaltestellen teilweise verlegt, der Obus von/nach Ohligs über Merscheid erhielt einen eigenen Fahrdraht, um dessen Fahrzeit um die Kurve zu verkürzen.:54

An der Stelle des 1957 abgebrannten Stadttheaters wurde zu Beginn der 1960er Jahre das Theater und Konzerthaus errichtet. Es konnte im Mai 1963 eröffnet werden.

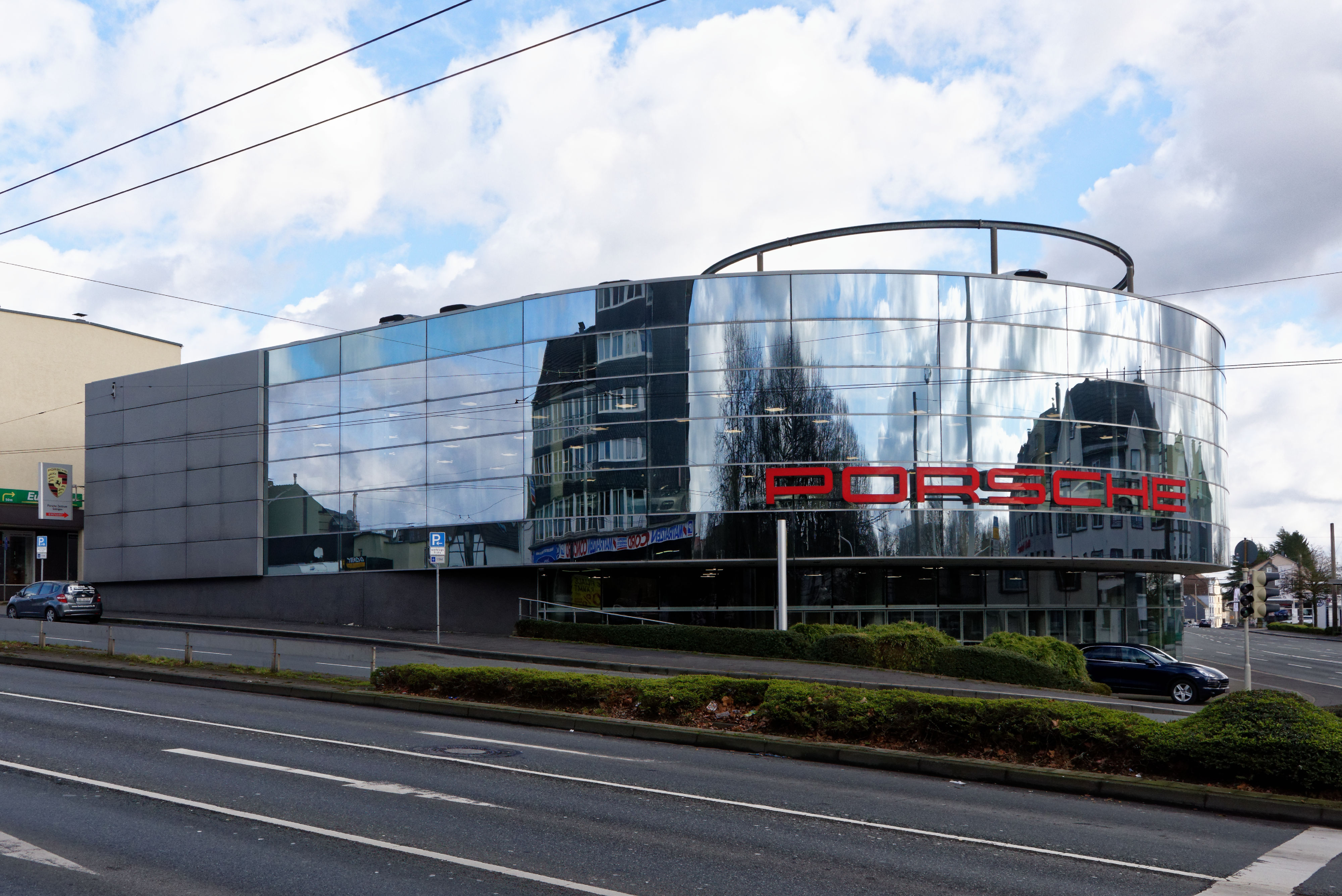
Statt des Fischerhauses heute das Porsche-Zentrum

Ab Mitte der 1970er Jahre wurde die Verkehrssituation trotz der fortwährenden Umbauten immer prekärer. So verwirklichte man schließlich doch eine große Lösung und begann ab 1978 den Umbau mit Verbreiterung der Kreuzung, für den einige umliegende Gebäude an der Kuller Straße und der Kronprinzenstraße weichen mussten. Darunter war auch das sogenannte Fischerhaus, ein bergisches Patrizierhaus von 1761, das in Einzelteilen eingelagert wurde, um eine Translozierung an einen anderen Standort zu ermöglichen. Dies geschah jedoch nie und die Fachwerkbalken verfaulten an ihrem provisorischen Lager an der Poschheider Mühle. Am ehemaligen Standort des Fischerhauses befindet sich seit 2003 der Neubau des Porsche-Zentrums.:54
Mit der Eröffnung des neuen Rathauses im Jahr 2008 wurde die Bushaltestelle von Schlagbaum in Rathausplatz umbenannt, nach Umbenennung des Rathausplatzes in Walter-Scheel-Platz im Jahre 2018 wurde die Bushaltestelle schließlich in Rathaus umbenannt.